# کوان هان سول
کوان هان سول (کره‌ای: 권한솔؛ زادهٔ ۲۷ نوامبر ۱۹۹۶) بازیگر اهل کره جنوبی است. او به خاطر ایفای نقش در مجموعه‌های تلویزیونی همچون او هرگز نخواهد فهمید، گل برفی، فوق برنامه و ستاره‌های دنباله‌دار شناخته می‌شود. او همچنین در فیلم‌های جزیره کشتی جنگی و اعلام وضعیت اضطراری ایفای نقش کرده‌است.

## فیلم‌شناسی

### مجموعه تلویزیونی
| سال  | عنوان                       | نقش         | منابع  |
| ---- | --------------------------- | ----------- | ------ |
| ۲۰۱۹ | هتل دل لونا                 | کیونگ آه    | [ ۳ ]  |
| ۲۰۱۹ | خانم لی                     | سو اون      | [ ۴ ]  |
| ۲۰۲۰ | فوق برنامه                  | هه مین      | [ ۵ ]  |
| ۲۰۲۰ | قطار                        | لی جی یونگ  | [ ۶ ]  |
| ۲۰۲۰ | داستان‌های عجیب مدرسه: کارما | می جین      | [ ۷ ]  |
| ۲۰۲۱ | او هرگز نخواهد فهمید        | دو یه جین   | [ ۸ ]  |
| ۲۰۲۱ | گل برفی                     | هان نا      | [ ۹ ]  |
| ۲۰۲۲ | ستاره‌های دنباله‌دار          | هونگ بو این | [ ۱۰ ] |
| ۲۰۲۳ | فریبکاری لذت‌بخش             | یون هو جونگ | [ ۱۱ ] |